# Tom Hingley

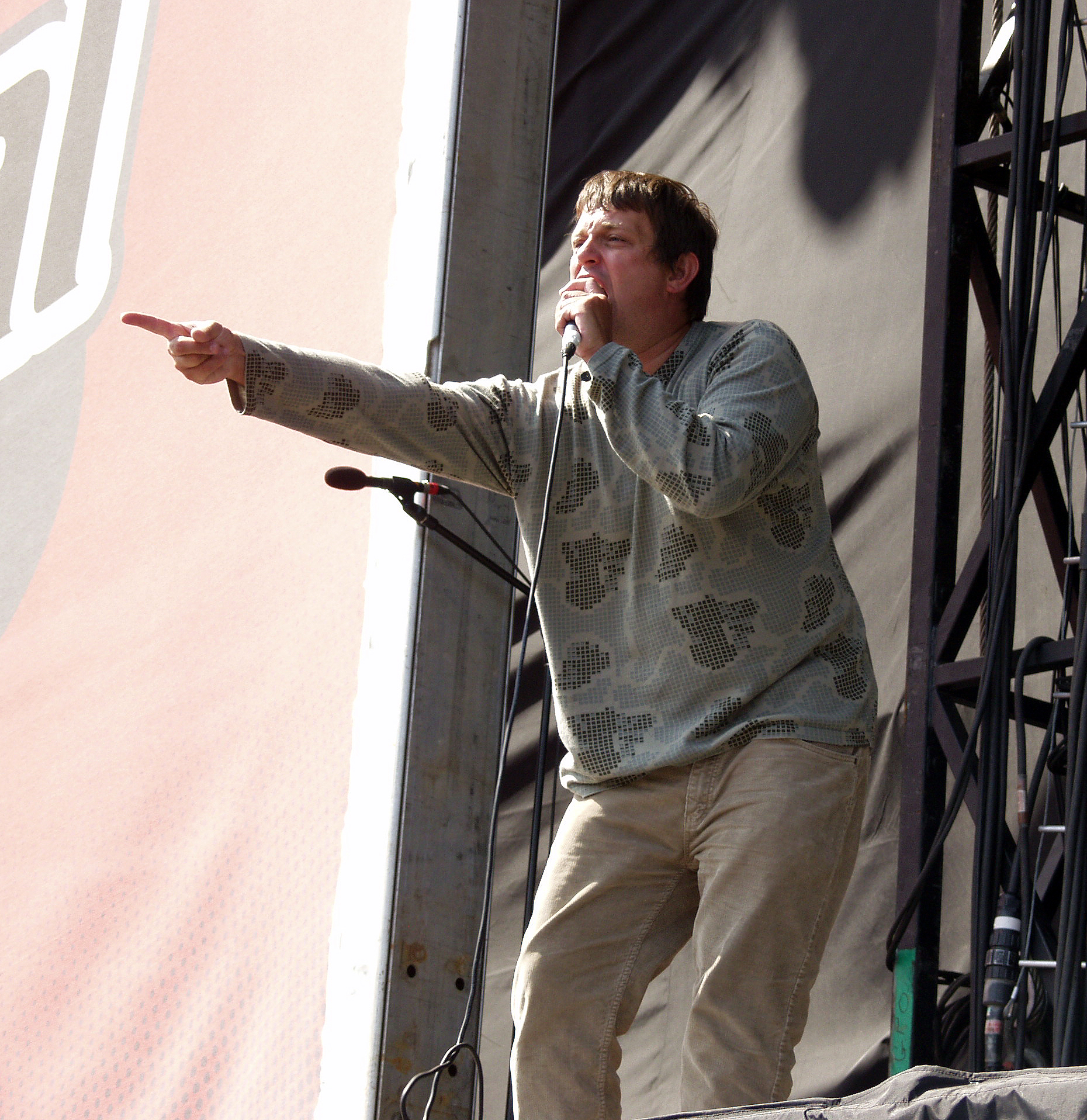
Tom Hingley

Tom Hingley (* 9. Juli 1965) ist ein britischer Musiker und Songwriter aus Manchester. Bekannt wurde er als Sänger der Inspiral Carpets, eine der erfolgreichsten Bands der Madchester-Ära Ende der 1980er/Anfang der 1990er Jahre.

## Leben
Tom Hingley wurde in Abingdon in der Grafschaft Oxfordshire geboren. 1984 zog er für sein Englisch-Studium nach Manchester und gründete dort 1985 mit Schulfreunden seine erste Band, Too Much Texas. 1989 wurde er der Sänger der Inspiral Carpets, die neben den Stone Roses und Happy Mondays die wichtigste Band der Madchester-Bewegung wurde. Sie hatten 17 Hits in der englischen Hitparade und spielten vier Alben ein, die sich alle in den englischen Top 20 platzierten.
Nach der Auflösung der Inspiral Carpets stieg Tom Hingley 1995 bei der Band The Lovers ein. Sie veröffentlichten die EP Work Rest & Play, gingen danach aber getrennte Wege. Von Tom Hingley kamen anschließend einige Solo-Platten auf den Markt, Keep Britain Untidy (2000) und Soulfire (2001), die EP Happiness (2002) und das Bluesalbum Thames Valley Delta Blues (2009).
Seit 2000 betreibt er sein eigenes Platten-Label, Newmemorabilia Records.
2001 reformierte Tom Hingley die Band The Lovers neu, diesmal mit Steve Hanley am Bass, Paul Hanley am Schlagzeug, Jason Brown an der Gitarre und Kelly Wood an den Keyboards. Steve Hanley spielte von 1979 bis 1998 Bass in der englischen Kult-Band The Fall, genau wie sein jüngerer Bruder Paul, der bei The Fall von 1980 bis 1985 der Schlagzeuger war.
Nach der Veröffentlichung der Single Yeah (2003) kam 2004 das erste Album der Lovers heraus, Abba Are The Enemy. Das zweite Album Highlights erschien im März 2008.
Seit 2002 touren die Inspiral Carpets erfolgreich wieder in England. So spielten sie 2006 und 2007 vor ausverkauften Häusern. 2007 brachten sie ein Album auf den Markt Keep The Circle (B-Sides and udder stuff), erhältlich nur als iTunes-Download. Im März 2008 gingen sie erneut auf Tour und kündigten eine Wiederbelebung ihres alten Label an.

## Diskografie

### Solo-Alben
- 2000 Keep Britain Untidy
- 2001 Soulfire
- 2004 Happiness (EP)
- 2009 Thames Valley Delta Blues

### MitToo Much Texas
- 1986 Fixed Link
- 1988 Hurry On Down
- 2006 Juvenilia

### MitInspiral Carpets

#### Studio-Alben
- 1990 Life
- 1991 The Beast Inside
- 1992 Revenge Of The Goldfish
- 1994 Devil Hopping

#### Compilation Alben
- 1995 The Singles
- 1999 Radio 1 Sessions
- 2003 Greatest Hits
- 2003 Cool As

#### Download-Compilation Album
- 2007 Keep The Circle – b sides and udder stuff

#### VHS/DVD
- 1990 21.07.90 – Live At Manchester G-Mex (VHS)
- 1995 The Singles (VHS)
- 2004 Live At Brixton Academy

#### EPs
- 1989 The Peel Sessions
- 1990 Cool As Fuck
- 1990 Island Head
- 1992 The Peel Sessions 1990

#### Singles
- 1989 Joe
- 1989 Find Out Why
- 1989 Move
- 1990 This Is How It Feels
- 1990 She Comes In The Fall
- 1990 Biggest Mountain
- 1991 Caravan
- 1991 Please Be Cruel
- 1992 Dragging Me Down
- 1992 Two Worlds Collide
- 1992 Generations
- 1992 Bitches Brew
- 1993 How It Should Be
- 1994 Saturn 5
- 1994 I Want You
- 1994 Uniform
- 2003 Come Back Tomorrow

### MitThe Lovers
- 1997 Work, Rest & Play (EP)
- 2003 Yeah (Single)
- 2004 Abba Are The Enemy (Album)
- 2008 Highlights (Album)